# Notogomphus zernyi
Notogomphus zernyi là một loài chuồn chuồn ngô thuộc họ Gomphidae. Nó được tìm thấy ở Cộng hòa Dân chủ Congo, Malawi, Mozambique, Tanzania, và Zimbabwe. Môi trường sống tự nhiên của chúng là rừng ẩm vùng đất thấp nhiệt đới hoặc cận nhiệt đới, xavan ẩm, vùng cây bụi khô khu vực nhiệt đới hoặc cận nhiệt đới, vùng cây bụi ẩm khu vực nhiệt đới hoặc cận nhiệt đới, và sông ngòi.